# R. Daneel Olivaw
R. Daneel Olivaw est un personnage fictif créé par Isaac Asimov. Il s'agit d'un robot androïde construit pour être indiscernable d'un être humain.
Il apparaît dans les romans Les Cavernes d'acier (1953), Face aux feux du soleil (1956), Les Robots de l'aube (1983), Les Robots et l'Empire (1985), Prélude à Fondation (1988), L'Aube de Fondation (1992), Terre et Fondation (1986) ainsi que dans la nouvelle Effet miroir (1972). Dans les romans Prélude à Fondation et L'Aube de Fondation, il apparaît sous les traits de deux hommes, Eto Demerzel et Chetter Hummin.

## Biographie de fiction
R. Daneel Olivaw seconde l'inspecteur de police terrien Elijah Baley pour résoudre des crimes en relation avec le conflit opposant les mondes externes et la Terre. Son aspect humanoïde est nécessaire à cette tâche car la Terre décrite dans le roman Les Cavernes d'acier est fortement robotphobe, y compris Elijah Baley. Ce dernier toutefois, comme le lecteur, se prend à apprécier la franchise (nécessaire) de Daneel ainsi que l'absence des sentiments propres aux humains qui font que ceux-ci peuvent parfois être détestables. Lors de ses enquêtes, R. Daneel Olivaw laisse parfois apparaître son incompréhension des sentiments humains, qu'il qualifie d'illogiques. Son statut de robot reste trahi par l'abréviation « R. », comme le « M. » (Mister, en Français Monsieur) dont on fait précéder le nom d'un humain. Son nom se prononce donc « Robot Daneel Olivaw ». Les personnages de Spock et, plus encore, de Data de la fiction Star Trek, rappellent celui de R. Daneel Olivaw.
Daneel est un robot humaniforme construit en 4920 AD par Roj Nemennuh Sarton et le docteur Han Fastolfe, tous deux roboticiens spaciens originaires d'Aurora. Comme son jumeau Jander Panell, Daneel a été créé de façon à ne pouvoir être identifié comme robot par les Terriens. Cette particularité lui permettra d'assister l'inspecteur Elijah Baley dans certaines de ses enquêtes criminelles. À la suite de ces enquêtes, un fort sentiment d'amitié, ayant son importance dans la création de la Loi Zéro, liera Daneel et son partenaire Elijah Baley. Elijah rencontre Daneel pour la première fois lors de son enquête sur le meurtre à Spacetown du créateur de Daneel, le docteur Sarton.
Daneel est décrit comme assez grand, au front haut et portant des cheveux couleur bronze plaqués vers l'arrière.
Dans le roman Les Robots et l'Empire, à force de réflexion et grâce à ses rencontres avec Elijah, Daneel parvient à se reprogrammer et à établir la Loi Zéro de la robotique, qui prime sur la Première Loi : « Un robot ne peut nuire à l'humanité ou, restant passif, laisser l'humanité en danger ». Cet événement finit de convaincre R. Giskard Reventlov, un robot à l'aspect métallique et brut, de confier à Daneel ses pouvoirs télépathiques, ce qui permettra à ce dernier de pouvoir guider la Galaxie dans son évolution (cf. les 200 dernières pages des Robots et l'empire). Ces pouvoirs télépathiques incluent un contrôle des esprits. Il donne ce pouvoir à Gaïa.
Usant de ses pouvoirs télépathiques avec parcimonie, afin de ne pas briser les impératifs de la première loi de la robotique et risquer d'endommager son cerveau positronique, tout en étant poussé dans son œuvre par celui de la Loi Zéro, il a mis en place l'empire galactique et Gaïa, une expérience de monde où chaque entité fait partie du tout et en a conscience, afin de créer une société qui n'a plus besoin de robots et où les souffrances n'existeraient plus.
Peu avant la chute de l'Empire Galactique, sous le pseudonyme d'Eto Demerzel, Daneel devint premier ministre de l'Empereur Cléon Ier, afin d'enrayer l'inexorable décadence de l'Empire. C'est durant cette période au pouvoir qu'il rencontre pour la première fois Hari Seldon, qu'il pousse à développer sa science de la psychohistoire. Il se fait aussi appeler Chetter Hummin pour approcher Hari Seldon et l'inciter à développer la psychohistoire. Il le mène à l'université de Streeling, dans le secteur de Mycogène et enfin, dans celui de Dahl, de l'antique Trantor. Il lui insuffle l'idée de la création d'une Fondation, transition entre le premier empire galactique, en décadence et sur le point de s'effondrer, et le second empire qui naîtra. En 12 028 de l'Ère Galactique, le robot doit toutefois quitter ses fonctions (Cléon Ier le remplace par Hari Seldon). Il ne se consacrera ensuite plus qu'à Gaïa, tout en continuant de protéger la Fondation en formation. Ces événements sont décrits dans les ouvrages : Prélude à Fondation, L'Aube de Fondation (écrits a posteriori) ainsi que dans Terre et Fondation.
Une fois que Daneel eut fini d'établir Gaïa (qui servit à rétablir le plan Seldon, après que celui-ci fut mis-à mal par la survenue imprédictible du Mulet), il voulut étendre le système à toute la Galaxie, pour que la loi zéro soit plus simple à interpréter, mais aussi parce qu'une humanité unie serait le seul moyen de lutter contre une potentielle arrivée d'extraterrestres (et même "extra-galactiques" en l'occurrence) éventuellement malveillants. Les lois de la Robotique l'empêchent toutefois d'arrêter sa décision et de se substituer à l'humain pour un enjeu d'une telle importance : en effet, en cas de décision cruciale, de choix aux conséquences en partie impondérables, intégrant la nécessité de gérer des critères d'indécidabilité, la prééminence de l'humain et de sa pensée intuitive doit absolument être respectée par tous les cerveaux positroniques, y compris le sien, en vertu d'une combinaison délicate entre la Loi Zéro (préservation de l'humanité) et la deuxième loi (obéissance aux ordres explicites des humains). Il est donc obligé de chercher un humain particulièrement clairvoyant, généreux et informé, afin de décider du sort de l'humanité à sa place. Après plusieurs années de recherche, il choisit Golan Trevize, membre de la première Fondation. Il le place face aux trois futurs possibles de l'humanité :
- un Second Empire Galactique dirigé par la Première Fondation, fondé sur les passions, la créativité et l'innovation, très semblable au premier empire galactique, en plus démocratique ;
- un Second Empire Galactique dirigé en sous-main par les mentalistes de la Seconde Fondation, fondé sur la raison, tel que l'avait imaginé Hari Seldon ;
- un Second Empire Galactique selon Gaïa, Galaxia : un tout unique, une seule conscience globale, un super-organisme à l'échelle galactique (inspiré à Isaac Asimov par la fameuse hypothèse Gaïa de James Lovelock et Lynn Margulis, qui lui est contemporaine).

Trevize est en effet doté d'un esprit de synthèse particulièrement intuitif, lui permettant d'élaborer la meilleure décision possible même en cas de données rationnelles décisives insuffisantes, grâce aux rapprochements inconscients entre éléments significatifs apparemment disjoints. Il choisit finalement de favoriser l'option de Gaïa, potentiellement plus riche car inachevée, ce qui a l'avantage de mieux préserver pour l'instant la coexistence harmonieuse des trois options sans en éliminer définitivement aucune, et de permettre de passer à l'étape suivante du plan : l'établissement de Galaxia, un "univers-organisme" où tous les êtres qui le composent ne feraient qu'un, une sorte d'intrication quantique spirituelle généralisée, une super-conscience intégrée. Ces événements sont expliqués dans Fondation Foudroyée, sans pourtant qu'il soit fait mention de Daneel.
Mais la quête n'est pas terminée, il faut s'assurer que ce choix est vraiment le bon. Trevize a l'intuition que cette recherche de la meilleure voie d'avenir se confond avec la quête de l'origine commune de l'humanité, car le souvenir de sa patrie d'éclosion, la planête-berceau de l'humanité, a été effacé de sa mémoire collective par le temps. Le secret en avait été jusqu'ici préservé par Daneel Olivaw, lui qui est désormais placé, à la fois par l'impératif de la Loi Zéro et par ses pouvoirs télépathiques, en position quasi démiurgique par rapport à l'humanité : or il ne peut assumer seul cette responsabilité de guide secret de l'humanité, en partie contradictoire avec sa nature de robot au service de cette même humanité.
Dans le dernier livre du cycle Fondation, Terre et Fondation, on apprend que l'existence de Daneel touche à sa fin. N'étant pas certain de survivre suffisamment longtemps pour permettre l'établissement de Galaxia, il manipule Trevize pour qu'il lui ramène un enfant Solarien, afin qu'il puisse fusionner avec lui et prolonger de quelques siècles son temps d'activation.

## Adaptations
- Dans l'adaptation télévisée britannique de 1964 de The Caves of Steel (un épisode de la série Story Parade de la BBC2), Daneel est interprété par John Carson. Le scénario a été adapté par Terry Nation[1].
- Dans l'adaptation télévisée britannique de 1969 de The Naked Sun (un épisode de la série Out of the Unknown de la BBC2), Daneel est interprété par David Collings[2].
- Dans le film soviétique de 1978, Poslednyaya alternativa (littéralement « La dernière alternative ») qui adapte Face aux feux du soleil, le personnage est interprété par Georgiy Vasilyev sous le nom de « Dan »[3].
- Dans le film interactif Robots de 1988, le personnage est interprété par Brent Barrett[4].
- Dans l'adaptation du cycle d'Asimov Foundation, diffusée en 2021 sur Apple TV+, Daneel apparaît comme une femme robot sous son pseudonyme d'Eto Demerzel, conseiller des empereurs de la galaxie de Cléon Ier à Cléon XII. [5] Son rôle est interprété par l'actrice Laura Birn[6].